# Westliche Berliner Vorortbahn

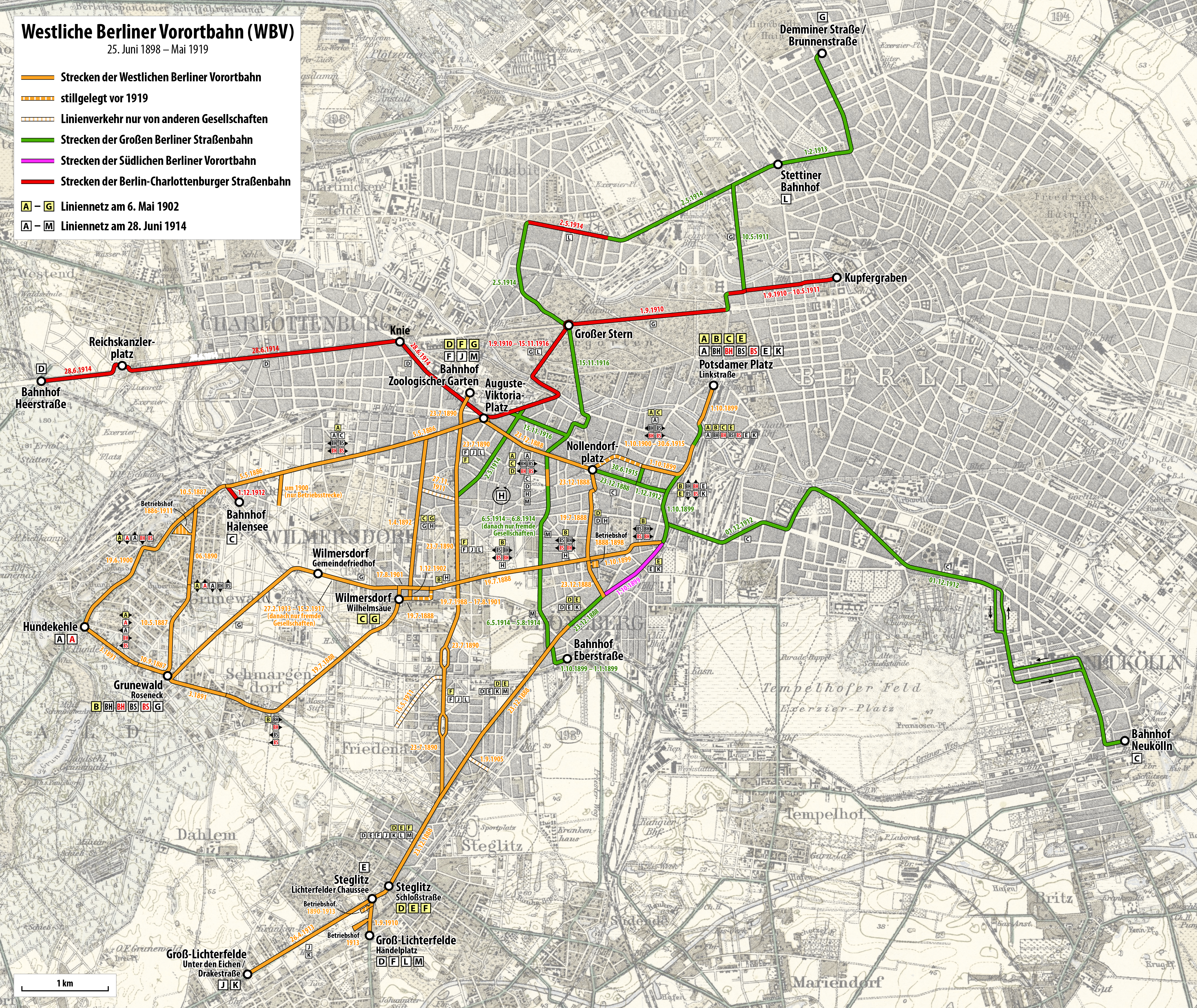
Strecken- und Liniennetz der Westlichen Berliner Vorortbahn, 1898–1919

Die Westliche Berliner Vorortbahn A.G. (WBV) war ein Straßenbahnunternehmen im Großraum Berlin, das vor allem Linien in den südwestlichen Vororten Wilmersdorf, Schöneberg, Schmargendorf, Friedenau und Steglitz betrieb. Die Aktiengesellschaft übernahm nach ihrer Gründung am 25. Juni 1898 am 1. Oktober desselben Jahres den Betrieb des 1888 gegründeten Berliner Dampfstraßenbahn-Konsortiums und trieb bis 1900 dessen Elektrifizierung voran. Noch im Gründungsjahr übernahm die Große Berliner Straßenbahn das gesamte Aktienkapital der Gesellschaft und führte sie fortan in Personalunion. Der Anschluss ermöglichte es dem Unternehmen, sein Liniennetz in die Stadt Berlin auszuweiten und so das Jahresergebnis auf Dauer zu verbessern. Die Große Berliner Straßenbahn konnte im Gegenzug ihre Monopolstellung im Berliner Straßenbahnsektor behaupten. Im Rahmen der Zusammenführung der Berliner Straßenbahnunternehmen wurde am 15. Mai 1919 die Vereinigung der Großen Berliner Straßenbahn mit der Westlichen Berliner Vorortbahn und weiteren Tochterunternehmen vollzogen; die Gesellschaft hörte damit auf zu bestehen.

## Geschichte

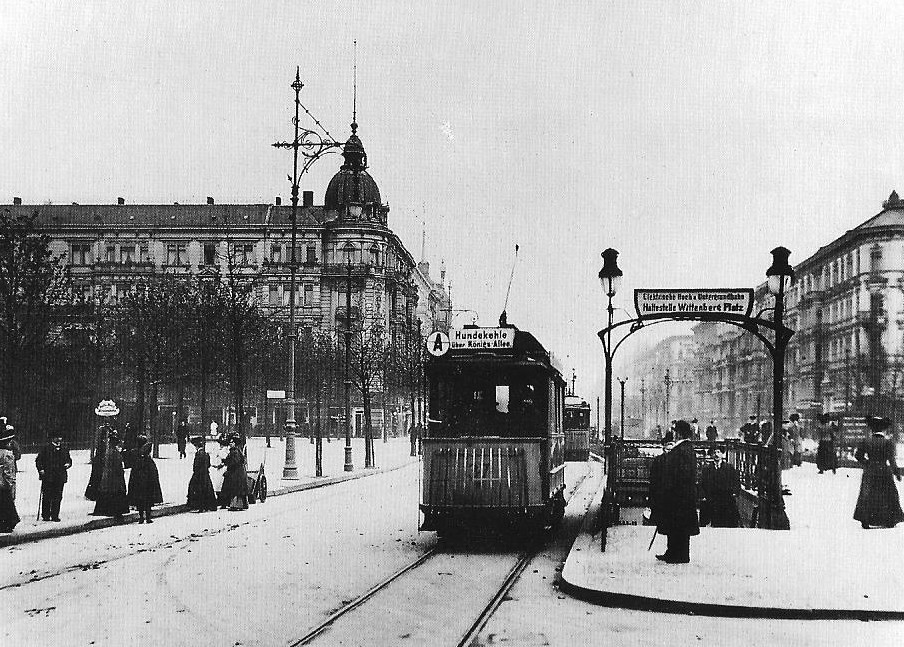
Triebwagen 37 am Wittenbergplatz mit Eingang zum Bahnhof der Hoch- und Untergrundbahn, um 1905

Die Westliche Berliner Vorortbahn wurde am 25. Juni 1898 gegründet. Am 1. Oktober übernahm sie das Berliner Dampfstraßenbahn-Konsortium, das mehrere Linien in den südwestlichen Berliner Vororten betrieb. Noch im Gründungsjahr erwarb die Große Berliner Straßenbahn (GBS) das gesamte Aktienkapital der Gesellschaft. Personal und Verwaltung stellte fortan die GBS. Die WBV setzte die von dem Dampfstraßenbahn-Konsortium geplante Elektrifizierung um. Den Anfang machte am 18. Mai 1899 die 1888 eröffnete Strecke vom Zoologischen Garten über Nollendorfplatz, Schöneberg und Friedenau nach Steglitz. Am 1. Oktober 1899 ging die 1895 genehmigte Verbindung vom Nollendorfplatz zur Linkstraße nahe dem Potsdamer Platz in Betrieb. Bis zum 10. August 1900 waren sämtliche Strecken elektrifiziert.
Am 17. September 1900 erteilte der Berliner Polizeipräsident der Gesellschaft eine neue Konzession bis zum 31. Dezember 1949. Der Inhalt deckte sich im Wesentlichen mit einer zuvor erteilten Konzession an die GBS. Da die Stadt Berlin ihre Zustimmung zur Benutzung der städtischen Straßen nur bis zum Jahresende 1919 erteilt hatte, kam es in der Folge zu mehreren Rechtsstreitigkeiten zwischen der Stadt und der GBS und ihren Tochtergesellschaften. Mit den übrigen von der Bahn berührten Gemeinden bestanden Zustimmungsverträge bis 1937 beziehungsweise 1948.
| Signal             | Linie | Verlauf                                                                          |
| ------------------ | ----- | -------------------------------------------------------------------------------- |
| Rot                | A     | Potsdamer Platz – Hundekehle / Grunewald, Roseneck – Potsdamer Platz             |
| Blau               | B     | Potsdamer Platz – Wilmersdorf, Wilhelmsaue – Schmargendorf – Grunewald, Roseneck |
| Blau/Weiß          | C     | Potsdamer Platz – Wilmersdorf, Wilhelmsaue                                       |
| Grün               | D     | Steglitz, Schloßpark – Schöneberg, Hauptstraße – Bahnhof Zoologischer Garten     |
| Weiß/Grün          | E     | Steglitz, Schloßpark – Schöneberg, Hauptstraße – Potsdamer Platz                 |
| Weiß               | F     | Steglitz, Schloßpark – Kaiserallee – Bahnhof Zoologischer Garten                 |
| Weiß/Grüner Strich | G     | Wilmersdorf, Wilhelmsaue – Uhlandstraße – Bahnhof Zoologischer Garten            |

Einhergehend mit der Elektrifizierung baute die WBV ihr Streckennetz durchgehend zweigleisig aus. Der Ausbau war im Laufe des Jahres 1901 abgeschlossen. Zudem wurde die Streckenführung im Ortszentrum von Wilmersdorf so abgeändert, dass durchlaufende Züge über die Berliner Straße und Mehlitzstraße fahren konnten. Die Gleise in der Wilhelmsaue wurden danach ausschließlich von den dort wendenden Zügen genutzt. Im Dezember 1902 wurde die Anlage zu einer Blockumfahrung ausgebaut.
Mit der Übernahme der Betriebsführung durch die GBS führte die WBV verschiedenfarbige Liniensignale ein. Im Mai 1902 wurden diese durch Kennbuchstaben ersetzt, wobei der Gesellschaft der Bereich von A bis M zugeteilt war. Es verkehrten zum Zeitpunkt der Umstellung sieben Linien.

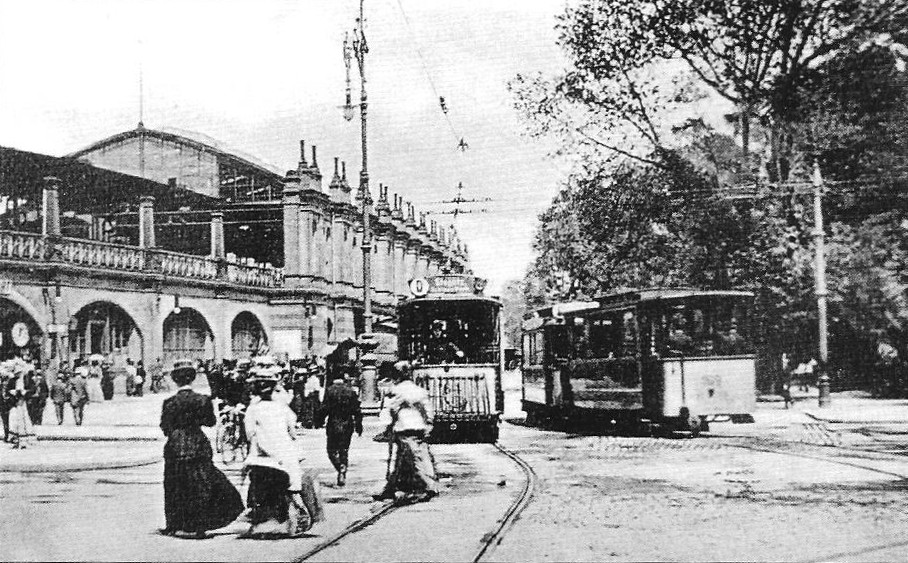
Triebwagen 64 auf der Linie D am Bahnhof Zoologischer Garten, um 1905

Durch die weitere Besiedlung entlang des Kurfürstendamms und im Grunewald stiegen die Fahrgastzahlen weiter an. Dem konnte auch die Inbetriebnahme der Untergrundbahn in der Tauentzienstraße und Kleiststraße keinen Abbruch tun. Die WBV verdichtete die Wagenfolge von 15–20 Minuten auf 10–15 Minuten, teilweise bestand ein 7½-Minuten-Takt. Auf der Linie A verkehrten zusätzlich Verstärker zwischen Potsdamer Platz und dem Bismarckplatz in Grunewald. Am 1. September 1905 stellte die WBV die Linie C ein, ihre Aufgaben übernahm die Linie 52 der GBS. Die Linie verkehrte im Anschlussbetrieb mit der WBV. In den Folgejahren verlängerte die GBS weitere Linien in das Verkehrsgebiet der WBV.

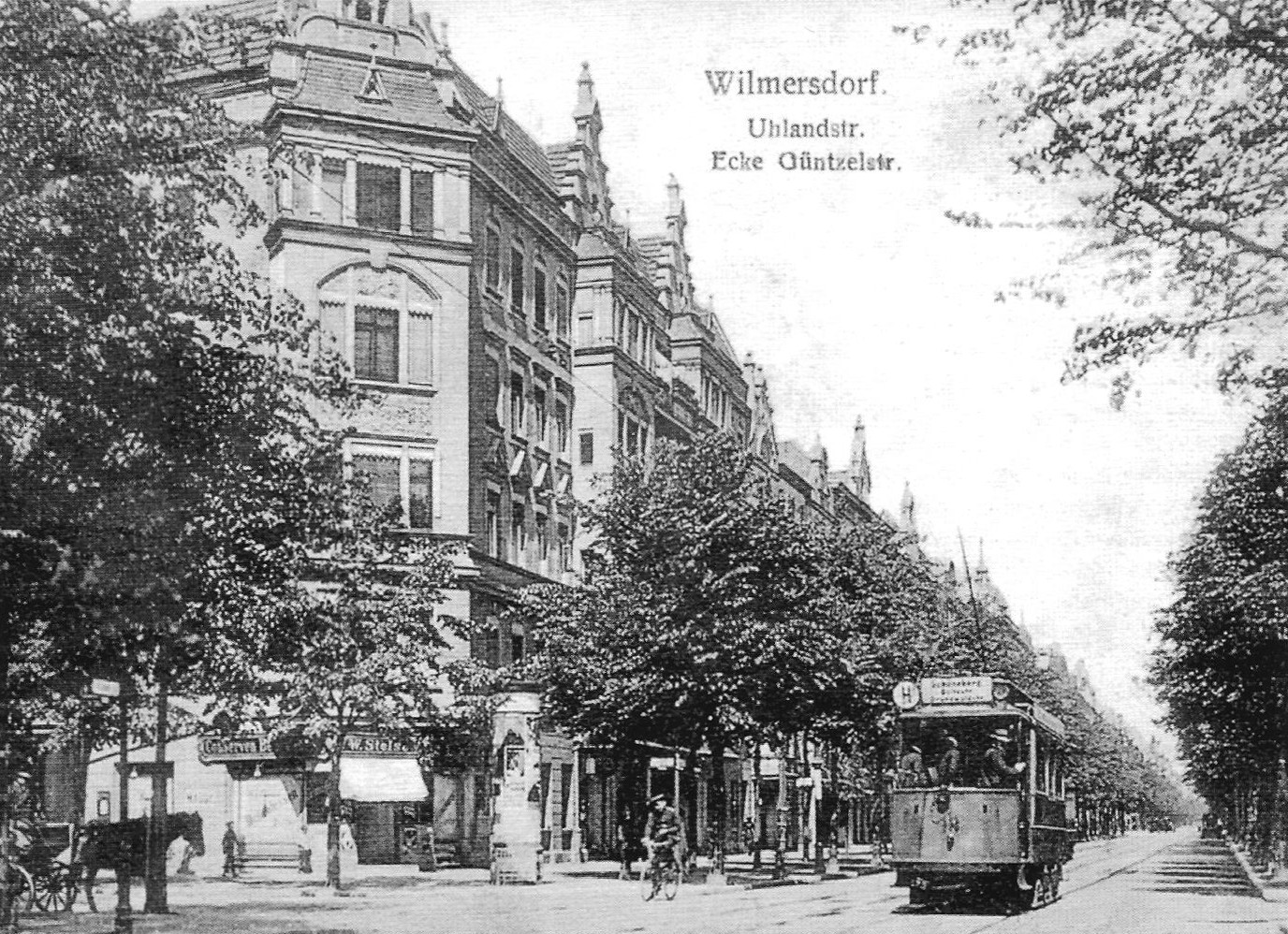
Triebwagen 18 in der Uhlandstraße in Charlottenburg, um 1909

Zwischen 1907 und 1914 wurde das Netz umfangreich erweitert. Am 27. Mai 1907 richtete das Unternehmen eine Ringlinie H ein, die unter der Bezeichnung „Westring“ von Schöneberg über Bahnhof Zoologischer Garten und Wilmersdorf zurück nach Schöneberg fuhr. Der 1. September 1910 brachte gleich drei Verlängerungen mit sich. Zum einen verlängerte man die Linien D und E vom Schloßpark in Steglitz bis zum Händelplatz in Groß-Lichterfelde. Gleichzeitig wurde die Linie G vom Bahnhof Zoo zurückgezogen und neu über Lützowplatz, Großer Stern und Brandenburger Tor zur Dorotheenstraße Ecke Am Kupfergraben geführt. Zudem wurde die Linie B vom Hagenplatz über Kurfürstendamm zum Nollendorfplatz verlängert. Im gleichen Jahr schlossen die Große Berliner Straßenbahn und Westliche Berliner Vorortbahn mit der Stadt Wilmersdorf einen neuen Zustimmungsvertrag ab, der bis zum Jahresende 1999 Gültigkeit bzw. Bestand hatte. Darin verpflichteten sich die Straßenbahnunternehmen zum Neubau von jährlich zwölf Kilometern Strecke und, abhängig von der Einwohnerentwicklung, zur weiteren Verdichtung des Fahrplanangebotes. Zudem verzichteten die Gesellschaften auf jegliche Einwände gegenüber den anstehenden Schnellbahnprojekten (insbesondere der Wilmersdorf-Dahlemer Untergrundbahn) und eine mögliche Ausweitung des Autobusverkehrs. Die Stadt erklärte sich im Gegenzug bereit, auf Abgaberechte und einen Großteil der von den Gesellschaften zu erbringenden Pflasterkosten bis zum Jahr 1950 zu verzichten.
| Linie | Verlauf |
| ----- | --- |
| A     | Potsdamer Platz/Linkstraße – Nollendorfplatz – Kurfürstendamm – (Schleifenfahrt: Koenigsallee – Roseneck – Hubertusallee oder umgekehrt) – Kurfürstendamm – Nollendorfplatz – Potsdamer Platz/Linkstraße |
| BH    | Potsdamer Platz/Linkstraße – Nollendorfplatz – Kurfürstendamm – Koenigsallee oder Hubertusallee – Roseneck – Breite Straße – Berliner Straße – Grunewaldstraße – Potsdamer Platz/Linkstraße              |
| BS    | Potsdamer Platz/Linkstraße – Grunewaldstraße – Berliner Straße – Breite Straße – Roseneck – Koenigsallee oder Hubertusallee – Kurfürstendamm – Nollendorfplatz – Potsdamer Platz/Linkstraße              |
| C     | Bf Halensee – Kurfürstendamm – Nollendorfplatz – Yorckstraße – Bf Neukölln |
| D     | Bf Heerstraße – Reichskanzlerplatz – Knie – Nollendorfplatz – Hauptstraße – Schloßstraße – Groß-Lichterfelde, Händelplatz                                                                                |
| E     | Potsdamer Platz/Linkstraße – Hauptstraße – Schloßstraße – Steglitz, Lichterfelder Chaussee |
| F     | Bf Zoologischer Garten – Kaiserallee – Schloßstraße – Groß-Lichterfelde, Händelplatz |
| G     | Demminer Straße/Brunnenstraße – Stettiner Bf – Brandenburger Tor – Großer Stern – Kurfürstendamm – Uhlandstraße – Berliner Straße – Hohenzollerndamm – Grunewald, Roseneck                               |
| H     | Westring: Grunewaldstraße – Nollendorfplatz – Kurfürstendamm – Uhlandstraße – Berliner Straße – Grunewaldstraße                                                                                          |
| J     | Bf Zoologischer Garten – Kaiserallee – Schloßstraße – Groß-Lichterfelde, Unter den Eichen/Drakestraße |
| K     | Potsdamer Platz/Linkstraße – Hauptstraße – Schloßstraße – Groß-Lichterfelde, Unter den Eichen/Drakestraße                                                                                                |
| L     | Stettiner Bf – Alt-Moabit – Großer Stern – Kurfürstendamm – Kaiserallee – Schloßstraße – Groß-Lichterfelde, Händelplatz                                                                                  |
| M     | Bf Zoologischer Garten – Kurfürstendamm – Nollendorfplatz – Martin-Luther-Straße – Hauptstraße – Schloßstraße – Groß-Lichterfelde, Händelplatz                                                           |

Ab dem 10. Mai 1911 fuhr die Linie G von der Dorotheenstraße über die Luisenstraße und Invalidenstraße zum Stettiner Bahnhof. Die Linie nutzte dabei die vorhandenen Gleise der GBS. Im Dezember 1911 ging eine Strecke durch die Berliner Straße in Wilmersdorf zum Gemeindefriedhof in Betrieb, ebenfalls bedient durch die Linie G. Am 1. Dezember 1912 führte das Unternehmen eine neue Linie C ein, die zwischen den Ringbahnhöfen Halensee und Neukölln verkehrte. Gleichzeitig verlängerte die Gesellschaft die Linie B vom Nollendorfplatz zum Potsdamer Platz, sodass eine große Schlaufenlinie entstand. Zusätzlich fuhr die Linie in beiden Richtung alternierend über Koenigsallee oder Hubertusallee, sodass ab Potsdamer Platz vier Fahrmöglichkeiten nach dem Grunewald bestanden. Ähnlich wie bei der Linie A, die die Koenigsallee und Hubertusallee als Schlaufenfahrt in beiden Richtungen bediente, kennzeichnete die WBV die Triebwagen mit unterschiedlichen Zielschildern. Wagen, die zuerst über Koenigsallee fuhren, erhielten rote Schrift auf weißem Grund, Wagen über die Hubertusallee hatten schwarze Schrift auf weißem Grund.

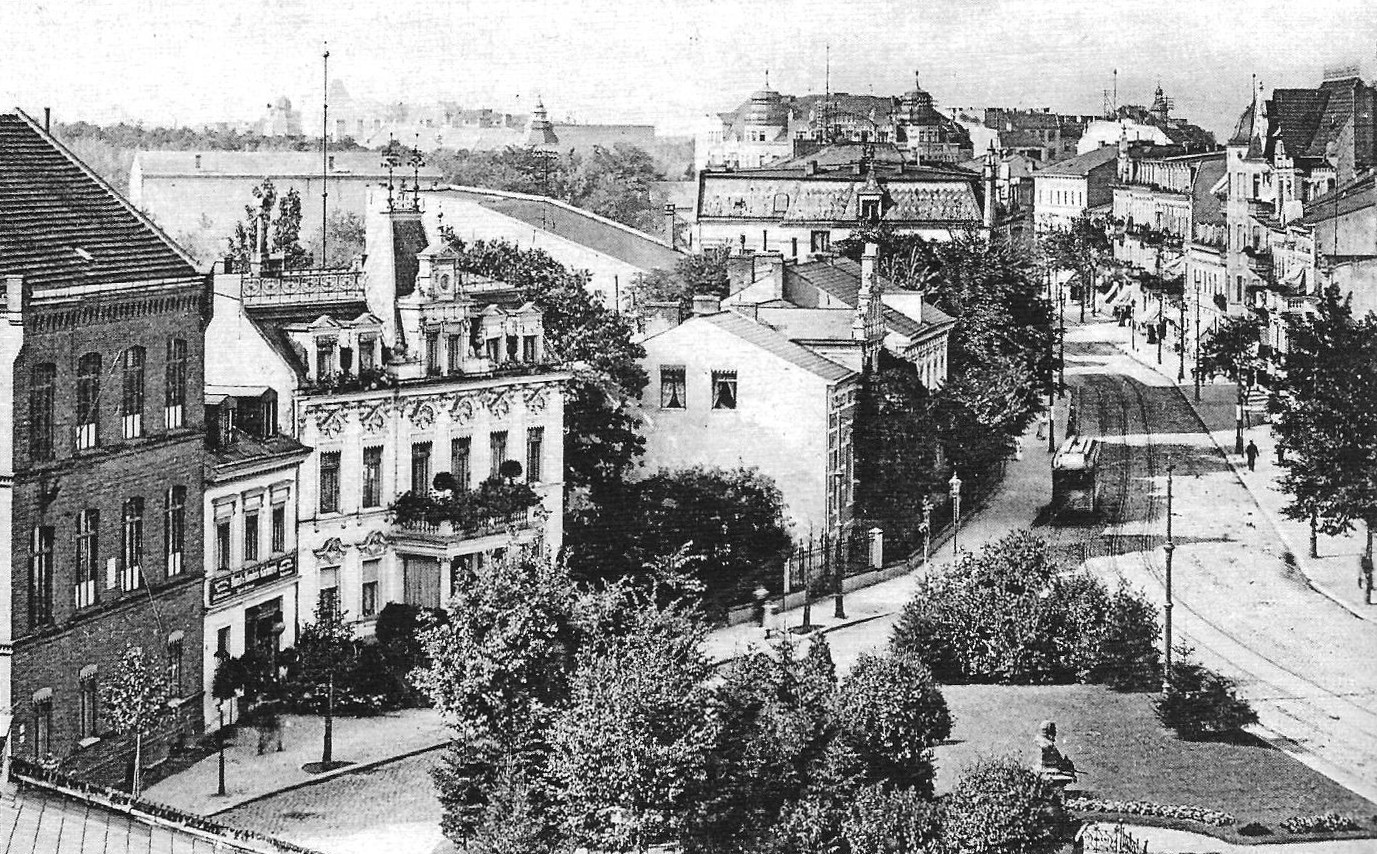
Triebwagen in der Breiten Straße in Schmargendorf, um 1910

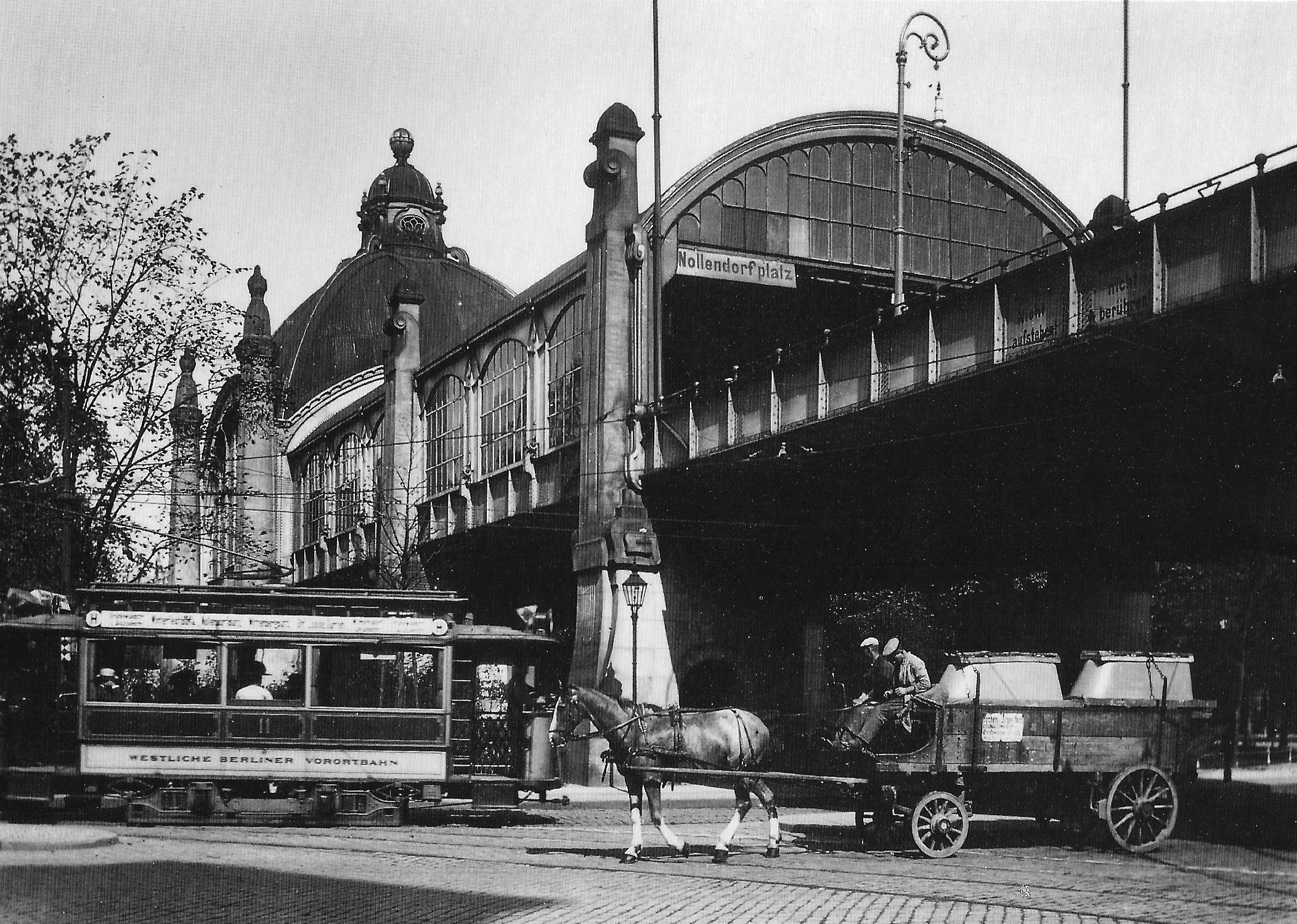
Triebwagen 11 am Hochbahnhof Nollendorfplatz, um 1910

Das Jahr 1913 brachte ebenfalls mehrere Veränderungen. Ab 1. Februar fuhr die Linie G vom Stettiner Bahnhof weiter nach Gesundbrunnen, Demminer Straße Ecke Brunnenstraße. Am 27. Februar wurde die Linie am anderen Ende vom Gemeindefriedhof über eine Neubaustrecke entlang des Hohenzollerndamms zum Roseneck verlängert. Am 26. April ging eine Strecke vom Schloßpark durch die Straße Unter den Eichen bis zur Ecke Drakestraße in Betrieb. Für die Bedienung der Strecke führte die WBV jeden zweiten Zug der Linie F neu als Linie J. Zusätzlich verkehrte eine weitere Linie K vom Potsdamer Platz über Schöneberg und Steglitz zur neuen Endstelle. Einen Monat darauf teilte die WBV die Linie B in die Linien BH und BS aufgeteilt. Die Linie BH fuhr ab Potsdamer Platz zuerst über Halensee, die Linie BS zuerst über Schmargendorf. Die geteilte Wegführung über Koenigsallee und Hubertusallee blieb dagegen bestehen.
Im Mai 1914 führte die Westliche Berliner Vorortbahn zwei weitere Linien ein. Die am 2. Mai eingerichtete Linie L führte vom Stettiner Bahnhof über Brandenburger Tor, Großer Stern, Kurfürstendamm, Nürnberger Straße, Kaiserallee und Schloßstraße zum Händelplatz. Vier Tage später führte man eine Linie M zwischen Bahnhof Zoo und Händelplatz ein mit Führung über Schöneberg und Steglitz. Die Fahrten auf dieser Linie ersetzten jeden zweiten Wagen der Linie D. Die Linie D ihrerseits wurde am 28. Juni 1914 vom Bahnhof Zoo über Hardenbergstraße, Bismarckstraße und Kaiserdamm zum Bahnhof Heerstraße verlängert. Sie benutzte die Gleise der Berlin-Charlottenburger Straßenbahn.
Der Ausbruch des Ersten Weltkrieges brachte zunächst nur wenig Veränderung. Am 6. August 1914 stellte das Unternehmen die kurz zuvor eingerichtete Linie M wieder ein. Der Bau der Entlastungsstrecke der Hochbahn zwischen den Bahnhöfen Gleisdreieck und Nollendorfplatz erforderte die Herausnahme der Straßenbahn aus der Motzstraße und Kurfürstenstraße; die Linien A, BH und BS wurden über die Bülowstraße umgeleitet. Wenige Monate später stellte die WBV die Linie BH ein und verkürzte die Linie BS auf den Linienweg Potsdamer Platz – Roseneck über Schmargendorf, im Laufe des Jahres 1917 wurde sie wieder als Linie B bezeichnet. Die Linie L verkehrte ab dem 15. November 1916 anstelle über die Lichtensteinallee über Lützowplatz. Die Linie G zog man am 15. Februar 1917 vom Roseneck zum Gemeindefriedhof Wilmersdorf zurück, die Bedienung des Hohenzollerndamms übernahm die Linie 57 der GBS.

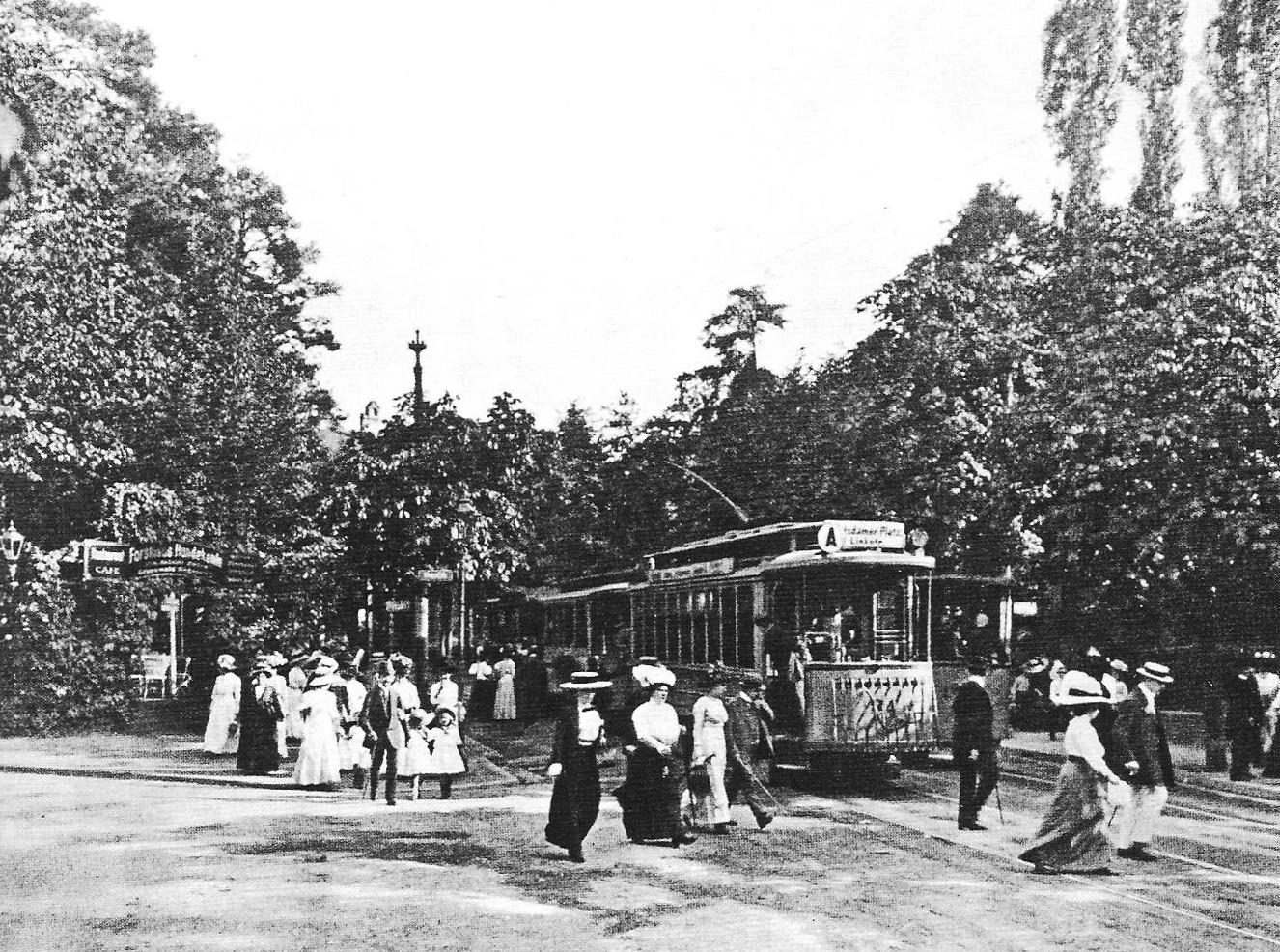
Triebwagen auf der Linie A am Hagenplatz in Grunewald, um 1911

Neben den genannten Strecken befanden sich weitere Streckenabschnitte im Eigentum der WBV, die ausschließlich von fremden Bahnen befahren wurden. Die am 1. September 1905 eröffnete Strecke von der Kaisereiche zur Rubensstraße Ecke Casanovastraße befand sich auf Friedenauer Gebiet im Eigentum der WBV. Am 27. Mai 1907 ging eine Strecke durch die Pariser Straße zwischen Kaiserallee und Uhlandstraße in Betrieb. Am 27. November 1911 wurde diese Verbindung über den Olivaer Platz hinaus zur Xantener Straße verlängert. Die Strecke nutzten ausschließlich Linien der GBS. Die am 15. Mai 1911 eröffnete Strecke durch den Südwestkorso bediente die Linie O der Berlin-Charlottenburger Straßenbahn (BCS). In der nahe gelegenen Nestorstraße befand sich eine Betriebsstrecke zur Bedienung des Betriebshofs XIII der GBS.
Am 28. Mai 1918 kam es zum Abschluss eines neuen Zustimmungsvertrages zwischen dem 1911/1912 gegründeten Verband Groß-Berlin und der Großen Berliner Straßenbahn, in dem unter anderem ihr Zusammenschluss mit ihren Nebenbahnen festgelegt worden war. Die Verbandsversammlung gab am 3. März ihre Zustimmung zu dem Vorhaben, der am 24. April 1919 auf der Generalversammlung beschlossene Vertrag trat am 15. Mai 1919 in Kraft. Die Westliche Berliner Vorortbahn wie auch die Berlin-Charlottenburger Straßenbahn, die Südliche Berliner Vorortbahn und die Nordöstliche Berliner Vorortbahn hörten mit diesem Tag auf zu existieren. Die Rechnungsführung der Betriebe wurde rückwirkend zum 1. Januar 1918 vereinheitlicht.

## Unternehmen

### Betriebsergebnisse
Das vom Berliner Dampfstraßenbahn-Konsortium übernommene Streckennetz war im Wesentlichen auf Ausflugsfahrten nach dem Grunewald ausgerichtet. Entsprechend stark waren die Schwankungen in der Nachfrage zwischen den Werktagen einerseits und den Wochenenden andererseits sowie zwischen der warmen und der kalten Jahreszeit. Die Einrichtung des Anschlussbetriebes mit der Großen Berliner Straßenbahn, der Berlin-Charlottenburger Straßenbahn und Südlichen Berliner Vorortbahn ermöglichte die Verlängerung der Linien über die Strecken dieser Gesellschaften in die Berliner Innenstadt. Hinzu kam die Bevölkerungszunahme im Verkehrsgebiet, insbesondere in Charlottenburg, Wilmersdorf und Schöneberg. Zwischen 1902 und 1911 konnte das Unternehmen seine Einnahmen aus dem Fahrkartenverkauf als auch die Fahrgastzahlen mehr als verdoppeln. Die guten Betriebsergebnisse spiegelten sich entsprechend in der Dividende wider.
| Jahr | Brutto- einnahmen (in Mark) | Brutto- ausgaben (in Mark) | Rechnerischer Überschuss (in Mark) | Jahres- ergebnis (in Mark) | Gleislänge (in km) | Einnahmen Pers.-Bef. (in Mark) | Anzahl bef. Pers. (in Mio.) | Wagen-km (in Mio.) | Einnahme je Wagen-km (in Pf) | Person je Wagen-km | Dividende (in Prozent) |
| ---- | --------------------------- | -------------------------- | ---------------------------------- | -------------------------- | ------------------ | ------------------------------ | --------------------------- | ------------------ | ---------------------------- | ------------------ | ---------------------- |
| 1899 |                             |                            |                                    |                            | 53,049             | 0.717.312                      | 06,265                      | 02,104             | 34                           | 2,98               |                        |
| 1900 | 1.278.357                   | 1.003.018                  | 0.275.339                          | −132.820-                  | 56,510             | 1.250.776                      | 11,172                      | 03,838             | 33                           | 2,91               |                        |
| 1901 | 1.576.783                   | 1.251.860                  | 0.324.923                          |                            | 67,913             | 1.560.061                      | 13,230                      | 04,415             | 35                           | 3,00               |                        |
| 1902 | 1.600.250                   | 1.265.953                  | 0.334.297                          | 0−60.094-                  | 67,954             | 1.565.939                      | 15,036                      | 04,621             | 34                           | 3,25               |                        |
| 1903 | 1.816.496                   | 1.332.301                  | 0.484.194                          | 008.788                    | 67,954             | 1.778.345                      | 16,676                      | 05,012             | 35                           | 3,33               |                        |
| 1904 | 2.115.618                   | 1.521.133                  | 0.594.485                          | 147.366                    | 67,843             | 2.064.644                      | 19,475                      | 05,586             | 37                           | 3,49               | 02,0                   |
| 1905 | 2.398.518                   | 1.682.223                  | 0.716.282                          | 293.118                    | 68,864             | 2.327.515                      | 21,939                      | 06,253             | 37                           | 3,51               | 04,0                   |
| 1906 | 2.568.585                   | 1.804.736                  | 0.763.849                          | 288.354                    | 68,590             | 2.513.246                      | 23,570                      | 06,594             | 38                           | 3,57               | 04,0                   |
| 1907 | 2.900.652                   | 1.988.949                  | 0.911.703                          | 407.788                    | 68,890             | 2.833.421                      | 27,123                      | 07,533             | 38                           | 3,60               | 05,5                   |
| 1908 | 3.152.203                   | 2.117.606                  | 1.034.597                          | 439.837                    | 69,100             | 3.085.789                      | 28,930                      | 08,070             | 38                           | 3,58               | 06,0                   |
| 1909 | 3.458.604                   | 2.207.226                  | 1.251.377                          |                            | 69,329             | 3.391.169                      |                             | 08,691             |                              |                    | 07,0                   |
|      |                             |                            |                                    |                            |                    |                                |                             |                    |                              |                    |                        |
| 1911 |                             |                            |                                    |                            |                    | 4.351.000                      | 41,000                      |                    |                              |                    | 10,0                   |
| 1912 |                             |                            |                                    |                            |                    |                                | 46,600                      | 11,575             |                              | 4,03               |                        |
|      |                             |                            |                                    |                            |                    |                                |                             |                    |                              |                    |                        |
| 1917 |                             |                            |                                    |                            |                    |                                | 61,500                      | 11,382             |                              | 5,40               |                        |

### Tarife

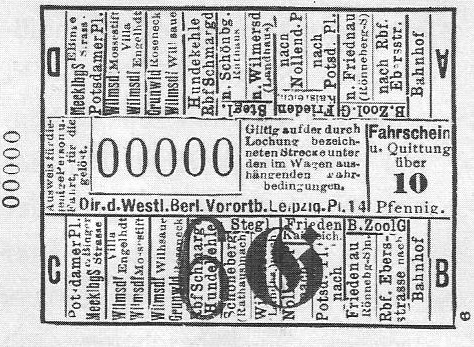
Musterfahrschein für eine Teilstrecke über 10 Pfennig im Binnenverkehr auf der Westlichen Berliner Vorortbahn, um 1911

Im Binnenverkehr der Westlichen Berliner Vorortbahn galt ein gestaffelter Teilstreckentarif zu 10, 15 und 20 Pfennig. Die Teilstrecken waren so ausgestaltet, dass für Fahrten innerhalb des von Stadt- und Ringbahn begrenzten Gebietes ein Fahrpreis von 10 Pfennig galt. Der Binnentarif fand auf den meisten Linien Anwendung. Die Linie G zum Stettiner Bahnhof wurde im Anschlussbetrieb mit der GBS betrieben, der hier geltende Tarif war ebenfalls nach der Entfernung in 10, 15 und 20 Pfennig gestaffelt.
Die Fahrscheine zu 10 Pfennig waren weiß, die zu 15 Pfennig rosa und die zu 20 Pfennig grün. Die Ausgabe von Zeit- und Schülerkarten erfolgte ab 1904 nach den bei der GBS üblichen Grundsätzen. Eine Monatskarte für eine Linie kostete anfangs 7,50 Mark, für zwei Linien 10 Mark, für drei Linien 13 Mark und für das gesamte Netz 15 Mark. Nach Einführung der Fahrkartensteuer am 1. August 1906 erhöhte sich der Preis auf 7,70, 10,20, 13,40 und 15,40 Mark. Schülermonatskarten für zwei Linien waren für 3,00 Mark zu erhalten, jede weitere Linie kostete 1,00 Mark mehr. Arbeiterwochenkarten wurden für sechs mal zwei Fahrten zum Preis von 1,00 Mark ausgegeben.

## Fahrbetrieb

### Fahrzeugpark
Die WBV übernahm im Oktober 1898 zunächst den Wagenpark des Berliner Dampfstraßenbahn-Konsortiums. Ein Großteil der für den Dampf- und Pferdebahnbetrieb verwendeten Beiwagen wurde für den elektrischen Betrieb umgerüstet. Eine Serie von 50 Sommerwagen stammte noch aus einer Bestellung des Dampfstraßenbahn-Konsortiums. Lediglich ein Beiwagen wurde 1904 neu beschafft. Für die anstehende Elektrifizierung beschaffte das Unternehmen zunächst 56 zweiachsige Triebwagen des Typs Neu-Berolina. Fünf weitere Wagen gingen schon 1897 an das Dampfstraßenbahn-Konsortium. Der 1901 gelieferte Triebwagen 42 war ein neunfenstriger Triebwagen mit Maximum-Drehgestellen, dem bis 1905 eine Serie von 25 weiteren Fahrzeugen folgte. Der 1903 gelieferte Triebwagen 63 war ein Einzelstück. Er besaß gegenüber den älteren Triebwagen eine Druckluftbremse, die in den Folgejahren bei allen folgenden Triebwagen eingebaut wurde. Bei den ab 1910 bestellten Triebwagen der Nummern 89–99 und 200–218 handelte es sich um zehnfenstrige Maximum-Triebwagen. Die Triebwagen verfügten allesamt über offene Einstiegsplattformen. Sie gingen 1920 geschlossen in den Bestand der Berliner Straßenbahn über.

Fahrzeuge der Westlichen Berliner Vorortbahn
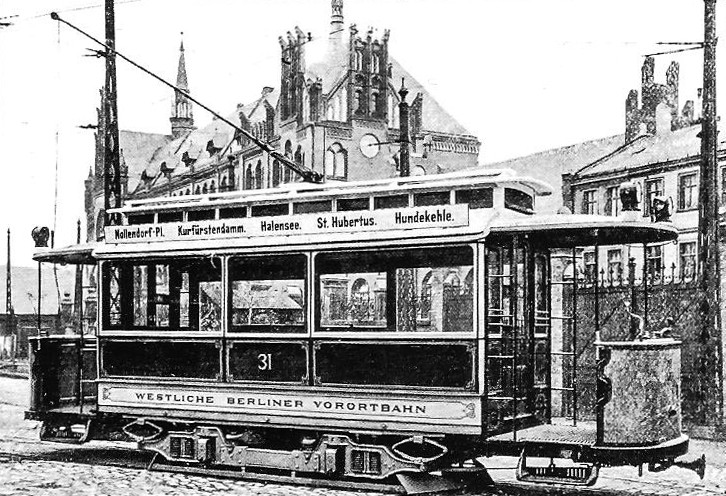
Triebwagen 31, um 1910
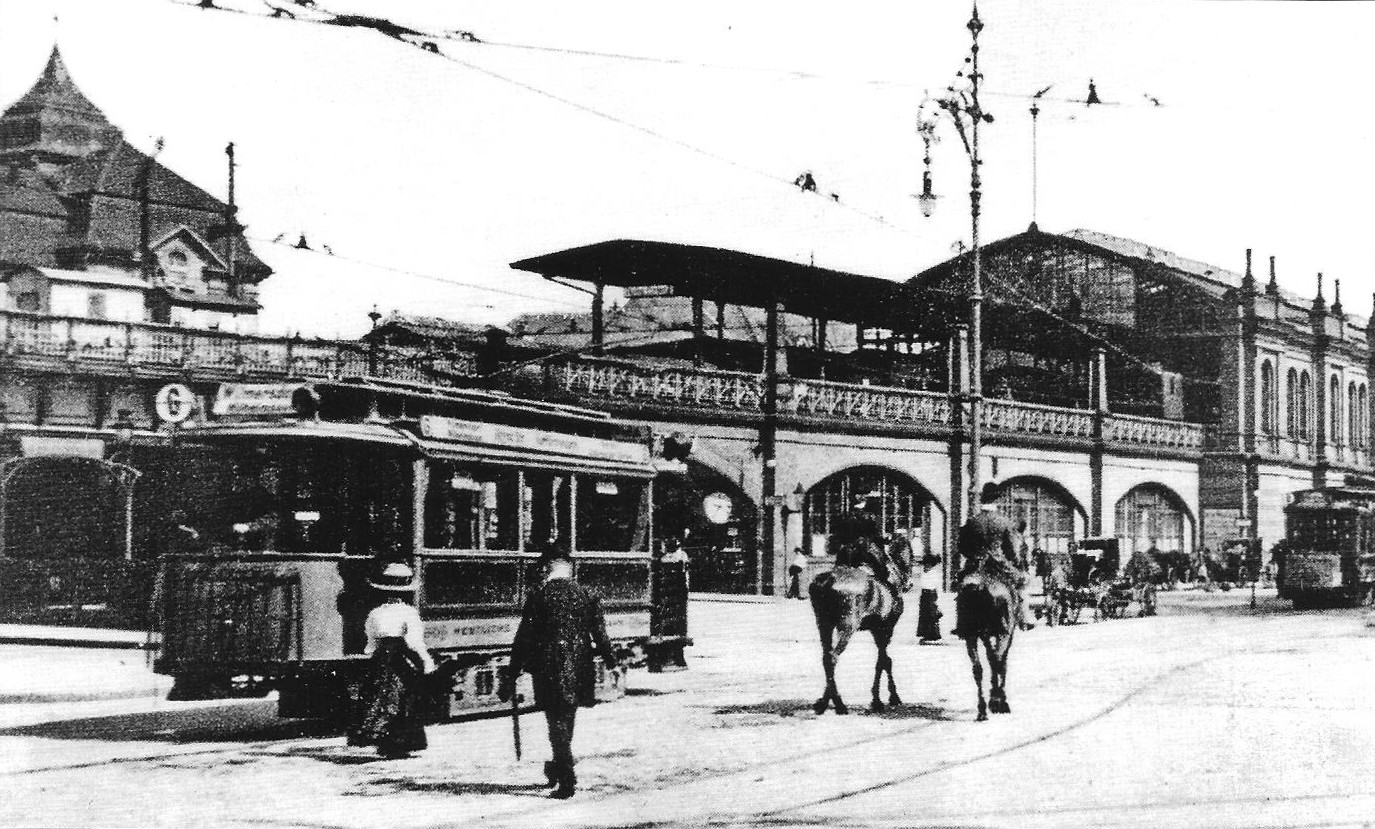
Triebwagen 37 am Bahnhof Zoologischer Garten, um 1905
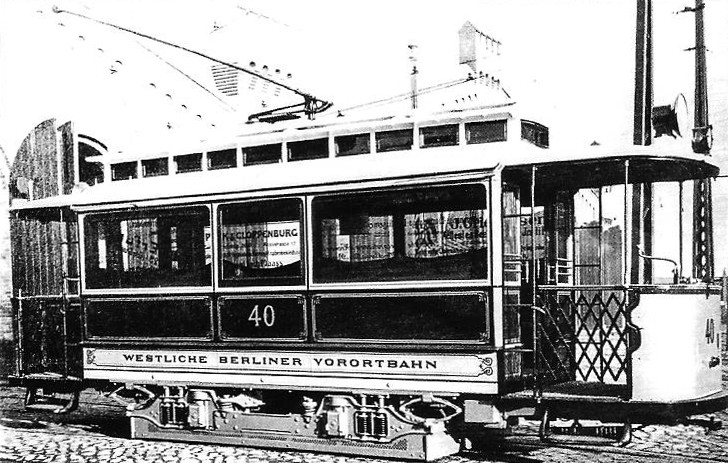
Triebwagen 40, um 1910
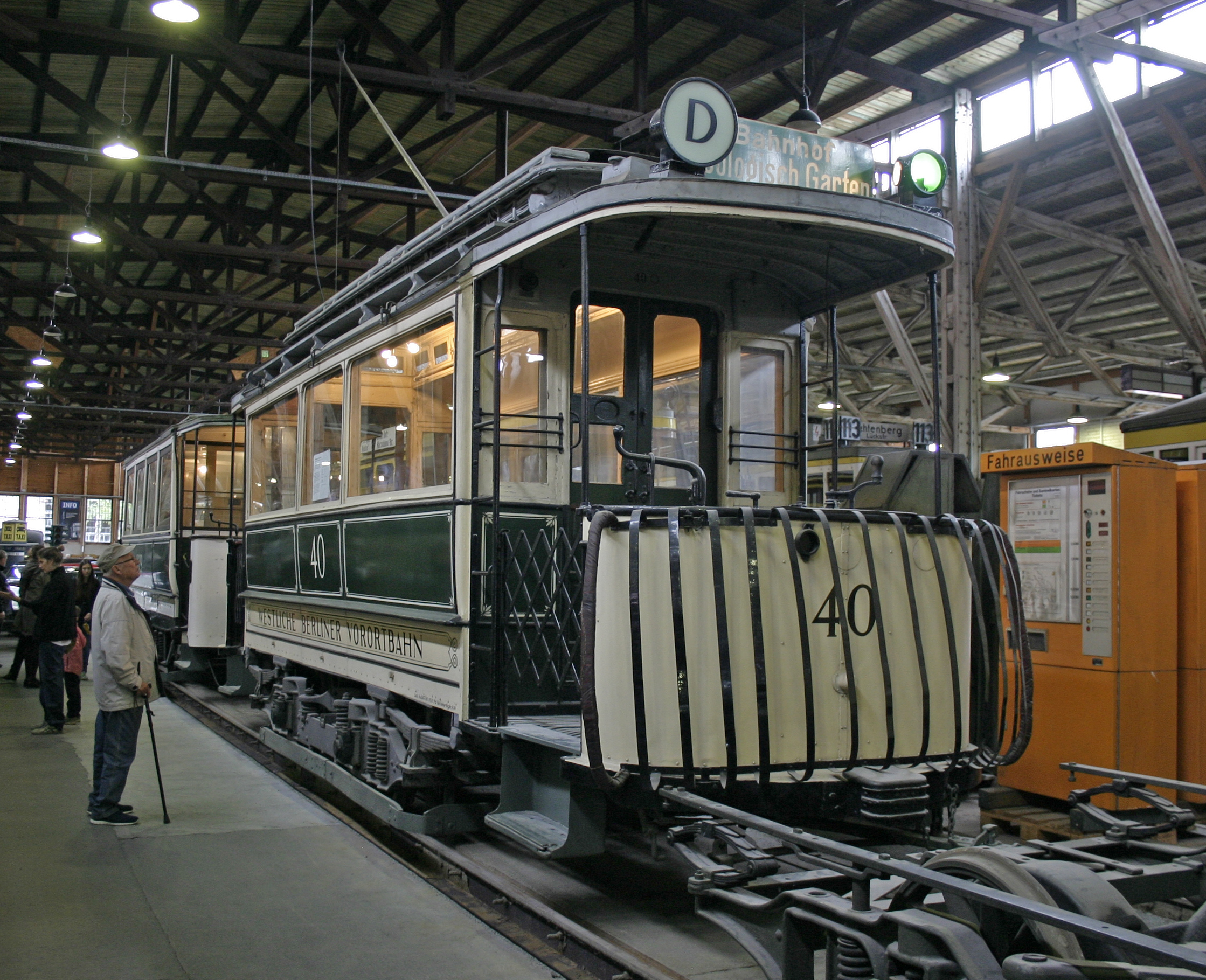
Triebwagen 40 als historisches Fahrzeug in der Fahrzeugsammlung des DTMB, 2018
Beiwagen 110, um 1910

Die nachfolgende Tabelle gibt einen Überblick über die im elektrischen Betrieb verwendeten Trieb- und Beiwagen. Für eine Übersicht der im Dampf- und Pferdebahnbetrieb verwendeten Fahrzeuge, siehe dort.
| Wagen-Nummer   | Baujahr    | Achsen     | Hersteller (mechan.)      | Hersteller (elektr.) | Sitzpl.    | Stehpl.    | Bemerkungen |
| Triebwagen     | Triebwagen | Triebwagen | Triebwagen                | Triebwagen           | Triebwagen | Triebwagen | Triebwagen |
| -------------- | ---------- | ---------- | ------------------------- | -------------------- | ---------- | ---------- | --- |
| 1–41, 43–62    | 1897–1901  | 2×         | Böker                     | AEG                  | 20         | 14         | 1920 an Bst Tw 3229–3232, 3817–3871; bis 1929 in ATw, Bw oder ausgemustert                                                                            |
| 42, 64–88      | 1901–1905  | 4×         | Böker/ Falkenried         | AEG                  | 27         |            | 1920 an BSt Tw 4932–4957; bis 1929 ausgemustert |
| 63             | 1903       | 2×         | Falkenried                | AEG                  | 22         |            | 1920 an BSt Tw 3872; 1929 ausgemustert |
| 89–99, 200–218 | 1910       | 4×         | van der Zypen/ Falkenried | AEG                  | 30         |            | 1920 an BSt Tw 5293–5322; 1925 teilw. geschlossene Plattformen, offene Tw bis 1936 ausgemustert                                                       |
| Beiwagen       |            |            |                           |                      |            |            | |
| 100–113        | 1886       | 4×         | Herbrand                  | –                    | 36         |            | 1898/1900 ex BDK Bw 1–5, 7–15; 1920 an BSt Bw 568–581; 1925 Bw 568–571, 573, 575, 577, 580 an ABw; übrige 1925 in BSt Bw 2041–2046, 1928 ausgemustert |
| 114–125        | 1889       | 4×         | Herbrand                  | –                    | 30         |            | 1898/1900 ex BDK Bw 40, 42II, 43–52; 1920 an BSt 582–593; 1925 Bw 587, 588, 592 ausgemustert; übrige 1925 in BSt Bw 2047–2055, 1928 ausgemustert      |
| 126            | 1887       |            | Weifzer                   | –                    | 28         |            | 1898/1900 ex BDK Bw 36; 1920 an BSt Bw 594; 1924/25 an BSt ABw M1                                                                                     |
| 127            | 1887       | 2×         | Herbrand                  | –                    | 40         |            | Sommerwagen; 1898/1900 ex BDK Bw 41; 1920 an BSt Bw 595; 1925 an BSt Bw 2056, 1928 an BSt ABw M1                                                      |
| 128–177        | 1899       | 2×         | Herbrand                  | –                    |            |            | Sommerwagen, 1900 geschlossen; 1920 an BSt Bw 864–913; bis 1925 Bw 875, 886 ausgemustert; übrige 1925 in BSt Bw 2260–2307, um 1928 ausgemustert       |
| 178            | 1904       | 2×         | Böker                     | –                    | 22         | 39         | 1920 an BSt Bw 1218; 1934 ausgemustert |

### Betriebshöfe
Die WBV übernahm zunächst die vom Dampfstraßenbahn-Konsortium betriebenen Höfe am Bismarckplatz in Grunewald, in der Grunewaldstraße in Schöneberg sowie in der Lichterfelder Chaussee in Steglitz.
Der Betriebshof I in Schöneberg wurde im Rahmen der Elektrifizierung 1899 geschlossen und seine Aufgaben vom Betriebshof X der GBS in der Belziger Straße wahrgenommen.
Der Betriebshof II in Grunewald befand sich auf einem 22.560 Quadratmeter großen Grundstück, das im Straßengeviert Caspar-Theyß-Straße/Schinkelstraße/Koenigsallee westlich des Bismarckplatzes lag. Der 1886 angelegte Hof wurde nach der Elektrifizierung bis 1911 weiter genutzt. Nach dem Abbruch der Hochbauten entstand in den 1930er-Jahren auf dem Gelände der Komplex des Reichsarbeitsdienstes. Nach dem Zweiten Weltkrieg nutzten zunächst die Zeitung Telegraf und später das Umweltbundesamt die Räumlichkeiten.
Der Betriebshof III in Steglitz blieb bis 1913 bestehen. Da er schnell an seine Kapazitätsgrenze von 50 Wagen geriet, ließ die WBV einen neuen Hof in unmittelbarer Nachbarschaft errichten, der im November 1913 seinen Betrieb aufnahm. Der neue Betriebshof Steglitz wurde intern als Hof XI der GBS geführt. Er bot Platz für 275 Wagen. Ab 1935 waren in dem Hof auch die O-Busse des Steglitzer Betriebsteils beheimatet. 1963 erfolgte der Umbau zum Betriebshof für Autobusse; diese Aufgaben nahm der Hof bis 1988 wahr. Seit 2004 nutzt ein Autohändler die Hallen.